# Ministro de Economía, Comercio e Industria de Japón
El Ministro de Economía, Comercio e Industria o también llamado METI (経済産業大臣, Keizai Sangyō Daijin?) es miembro del Gabinete de Japón a cargo del Ministerio de Economía, Comercio e Industria (anteriormente el Ministerio de Industria y Comercio Internacionales).

## Lista de Ministros de Economía, Comercio e Industria
| #         | Imagen | Nombre                | Posesión | Salida     | Gabinete                 |
| --------- | ------ | --------------------- | -------- | ---------- | ------------------------ |
| siglo XXI |        |                       |          |            |                          |
| 1         |        | Takeo Hiranuma        | 2001     | 2003       | Junichiro Koizumi        |
| 2         |        | Shoichi Nakagawa      | 2003     | 2005       | Junichiro Koizumi        |
| 3         |        | Toshihiro Nikai (1.º) | 2005     | 2006       | Junichiro Koizumi        |
| 4         |        | Akira Amari           | 2006     | 2008       | Shinzō Abe Yasuo Fukuda  |
| 3         |        | Toshihiro Nikai (2.º) | 2008     | 2009       |                          |
| 5         |        | Masayuki Naoshima     | 2009     | 2010       | Yukio Hatoyama Naoto Kan |
| 6         |        | Akihiro Ohata         | 2010     | 2011       | Naoto Kan                |
| 7         |        | Banri Kaieda          | 2011     | 2011       | Naoto Kan                |
| 8         |        | Yoshio Hachiro        | 2011     | 2011       | Yoshihiko Noda           |
| 9         |        | Yukio Edano           | 2011     | 2012       | Yoshihiko Noda           |
| 10        |        | Toshimitsu Motegi     | 2012     | 2014       | Shinzō Abe               |
| 11        |        | Yūko Obuchi           | 2014     | 2014       | Shinzō Abe               |
| 12        |        | Yoichi Miyazawa       | 2014     | 2015       | Shinzō Abe               |
| 13        |        | Motoo Hayashi         | 2015     | Incumbente |                          |